# Felice Balbo
Felice Balbo, född 1913 i Turin, död 1964, var en italiensk författare och filosof.
Balbo tog en examen i rättsvetenskap och deltog som underofficer hos alptrupperna i andra världskriget, men senare i motståndsrörelsen. Han verkade i tidskrifter som Cultura è realtà och Terza generazione. Balbo, som var en ihärdig katolik och kommunist, var en viktig figur i det italienska kulturlivet under uppbyggnadsåren efter andra världskriget.